# Ceraphron amphimelas
Ceraphron amphimelas är en stekelart som beskrevs av Paul Dessart 1989. Ceraphron amphimelas ingår i släktet Ceraphron och familjen pysslingsteklar. Inga underarter finns listade i Catalogue of Life.